# 운문종
운문종은 중국 선종 오가칠종의 한 종파이다. 10세기 당나라 운문문언 선사가 만들었다.

## 역사
운문문언(雲門文偃, 864~949)선사의 속성은 장(張)씨이며 절강성(浙江省) 가흥(嘉興) 출신이다. 17세에 출가하여 목주도명(睦州道明, 생몰년미상) 선사에게 참학하다가 후에 설봉의존의 법을 이었다. 만년에는 운문산에 주석하면서 광태선원(光泰禪院)을 세우고 제자들을 지도하였다.

## 오가칠종
위앙종(潙仰宗) · 임제종(臨濟宗) · 조동종(曹洞宗) · 운문종(雲門宗) · 법안종(法眼宗)의 5가(五家) 또는 선가 5종(禪家五宗)이 성립되었다.
후에 임제종에서 갈라진 황룡혜남(黃龍慧南: 1002~1069)의 황룡파(黃龍派)와 양기방회(楊岐方會)의 양기파(楊岐派: 996~1046)의 두 파를 더하여 오가칠종(五家七宗)이라고 부르게 되었다.

## 일자관
운문종의 가풍은 ‘운문천자(雲門天子)’로 불릴 정도로 간결하면서도 보통사람이 이해하기 어려운 것이 많았다. 마치 천자의 명령처럼 한 번에 만기(萬騎)가 결정되어, 두 번 질문이 허용되지 않는 준엄한 것이었다고 한다. 실제로 운문종의 특징을 일자관(一字關)이라고도 하는데, 한 글자를 가지고 질문에 대답하는 것이다.
어떤 승이 운문에게 물었다.
"정법안장(正法眼藏)이란 무엇입니까?"
운문이 답했다.
"보(普)."
승이 또 묻기를
"아비를 죽이고 어미를 죽이면 부처님 전에 참회하면 되지만, 부처를 죽이고 조사를 죽인다면 어디에서 참회해야 합니까?"
운문이 답했다.
"로(露)."
이렇게 한글자로 도를 가르치는 것이 일자관(一字關)이다.

## 같이 보기
- 운문사